# Zhihong Xia
Zhihong "Jeff" Xia (chinês: 夏志宏, pinyin: Xia Zhihong; Dongtai, Jiangsu, China, 20 de setembro de 1962) é um matemático sino-estadunidense.

## Formação e carreira

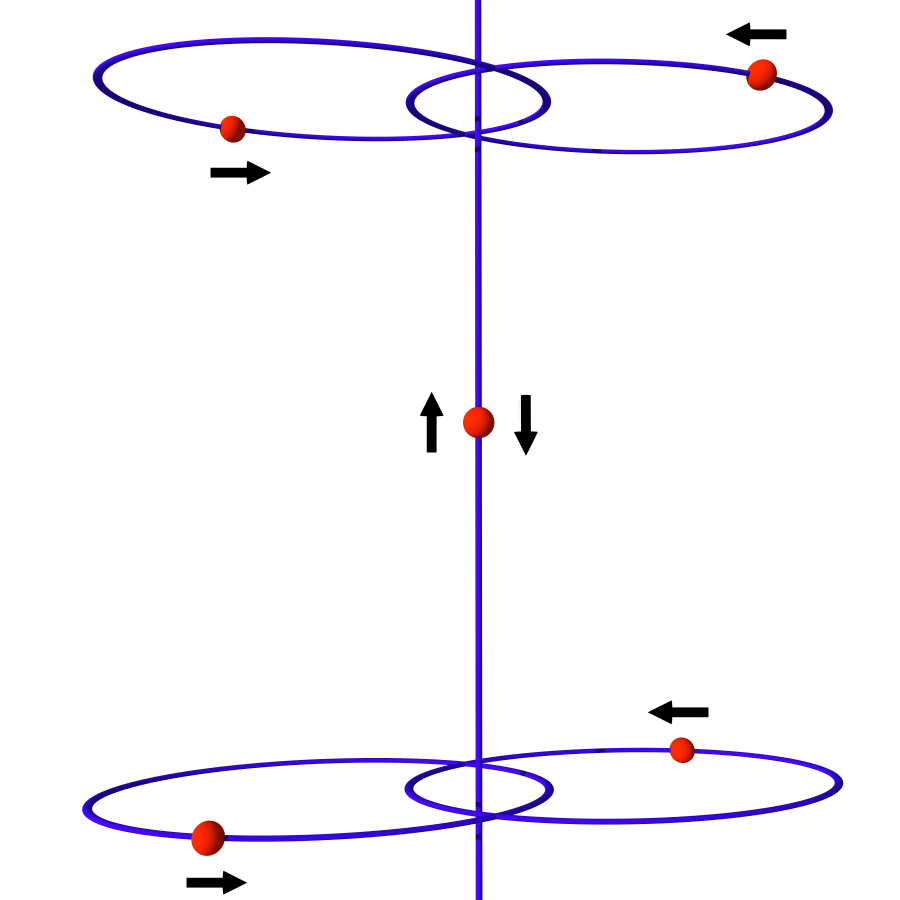
Construção de Xia provando a conjectura de Painlevé

Xia obteve um bacharelado em astronomia 1982 na Universidade de Nanquim e um PhD em matemática em 1988 na Universidade  Northwestern, orientado por Donald Gene Saari, com a tese The Existence of the Non-Collision Singularities. De 1988 a 1990 Xia foi professor assistente na Universidade Harvard e de 1990 a 1994 professor associado no Instituto de Tecnologia da Geórgia. Em 1994 tornou-se professor titular da Universidade  Northwestern, sendo desde 2000 Arthur and Gladys Pancoe Professor of Mathematics.
Em 1993 foi o ganhador inaugural do Prêmio Blumenthal da American Mathematical Society. Foi palestrante convidado do Congresso Internacional de Matemáticos em Berlim (1998).

## Publicações selecionadas
- Xia, Zhihong (1992). «The Existence of Noncollision Singularities in Newtonian Systems». Annals of Mathematics. Series 2. 135 (3): 411–468. JSTOR 2946572. doi:10.2307/2946572
- Xia, Zhihong (1992). «Existence of invariant tori in volume-preserving diffeomorphisms». Ergodic Theory and Dynamical Systems. 12 (3): 621–631. doi:10.1017/S0143385700006969
- Xia, Zhihong (1992). «Melnikov method and transveral homoclinic points in the restricted three-body problem» (PDF). Journal of Differential Equations. 96 (1): 170–184. Bibcode:1992JDE....96..170X. doi:10.1016/0022-0396(92)90149-H
- Saari, Donald G.; Xia, Zhihong (1993). «Off to Infinity in Finite Time» (PDF). Notices of the AMS. 42: 538–546
- Xia, Z (1994). «Arnold diffusion and oscillatory solutions in the planar three-body problem». Journal of Differential Equations. 110 (2): 289–321. Bibcode:1994JDE...110..289X. doi:10.1006/jdeq.1994.1069
- Saari, Donald G; Xia, Zhihong (1996). «Singularities in the Newtonian 𝑛-body problem». Hamiltonian Dynamics and Celestial Mechanics. Col: Contemporary Mathematics. 198. [S.l.]: American Mathematical Society. pp. 21–30. CiteSeerX 10.1.1.24.1325. ISBN 9780821805664. doi:10.1090/conm/198/02493
- Xia, Zhihong (1996). «Homoclinic points in symplectic and volume-preserving diffeomorphisms». Communications in Mathematical Physics. 177 (2): 435–449. Bibcode:1996CMaPh.177..435X. doi:10.1007/BF02101901
- Zhu, Deming; Xia, Zhihong (1998). «Bifurcations of heteroclinic loops». Science in China Series A: Mathematics. 41 (8): 837–848. Bibcode:1998ScChA..41..837Z. doi:10.1007/BF02871667
- Xia, Zhihong (2004). «Convex central configurations for the n-body problem». Journal of Differential Equations. 200 (2): 185–190. Bibcode:2004JDE...200..185X. doi:10.1016/j.jde.2003.10.001
- Xia, Zhihong (2006). «Area-preserving surface diffeomorphisms». Communications in Mathematical Physics. 263 (3): 723–735. Bibcode:2006CMaPh.263..723X. CiteSeerX 10.1.1.235.4920. arXiv:math/0503223. doi:10.1007/s00220-005-1514-3
- Saghin, Radu; Xia, Zhihong (2009). «Geometric expansion, Lyapunov exponents and foliations» (PDF). Annales de l'Institut Henri Poincaré C. 26 (2): 689–704. Bibcode:2009AIHPC..26..689S. doi:10.1016/j.anihpc.2008.07.001
- Xia, Zhihong; Zhang, Pengfei (2014). «Homoclinic points for convex billiards». Nonlinearity. 27 (6): 1181–1192. arXiv:1310.5279. doi:10.1088/0951-7715/27/6/1181
- Xia, Zhihong; Zhang, Pengfei (2017). «Homoclinic intersections for geodesic flows on convex spheres». Dynamical Systems, Ergodic Theory, and Probability: in Memory of Kolya Chernov. Col: Contemporary Mathematics. 698. [S.l.]: American Mathematical Society. pp. 221–238